# 小治田宅持
小治田 宅持（おはりだ の やかもち、生没年不詳）は、飛鳥時代から奈良時代にかけての貴族。姓は朝臣。官位は従五位下、信濃守。

## 出自
小治田氏は、大和国高市郡小治田邑（現在の奈良県高市郡明日香村豊浦付近）を本拠地とした豪族で、建内宿禰の子、蘇賀石河宿禰を租とし、蘇我氏・河辺氏・田中氏・高向氏らと同祖とされる。「田中朝臣」と同祖で、「武内宿禰五世孫稲目宿禰之後也」ともされる。元は臣姓であったが、天武天皇13年（684年）八色の姓の制定により朝臣姓に改姓している。

## 経歴
文武朝の慶雲4年（707年）一族の小治田安麻呂のほか、高向色夫智・上毛野堅身と同時に従六位下から四階昇進して従五位下に叙爵する。元明朝の和銅元年（708年）信濃守に任ぜられた。なお、記録に現れる最初の信濃守となっている。
その後、和銅7年（714年）佐伯沙弥麻呂が信濃守に任ぜられる。なお、信濃国にある鉾持神社の社伝として、養老5年（721年）信濃国司・小治田宅持が伊豆神社の天津彦火瓊瓊杵尊、箱根神社の天津彦火火出見尊、三嶋大社の大山祗命、それぞれの分霊を町の西部にある権現山より勧請したのが神社の始まりである、とする伝承がある。

## 官歴
注記のないものは『続日本紀』による。
- 時期不詳：従六位下
- 慶雲4年（707年） 2月25日：従五位下
- 和銅元年（708年） 3月13日：信濃守